# جان پولکینگ هورن
جان پولکینگورن (انگلیسی: John Polkinghorne؛ (زادهٔ ۱۶ اکتبر ۱۹۳۰ – درگذشتهٔ ۹ مارس ۲۰۲۱) یک فیزیک‌دان اهل انگلستان بود.